# Rajnandgaon (huyện)
Huyện Rajnandgaon là một huyện thuộc bang Chhattisgarh, Ấn Độ. Thủ phủ huyện Rajnandgaon đóng ở Rajnandgaon. Huyện Rajnandgaon có diện tích 8062 ki lô mét vuông. Đến thời điểm năm 2001, huyện Rajnandgaon có dân số 1281811 người.